# Atsushi Yoshimoto
Atsushi Yoshimoto (japanisch 吉本 淳 Yoshimoto Atsushi; * 14. Januar 1982 in der Präfektur Shizuoka) ist ein ehemaliger japanischer Fußballspieler.

## Karriere
Yoshimoto erlernte das Fußballspielen in der Jugendmannschaft von Júbilo Iwata und der Universitätsmannschaft der Shizuoka-Sangyo-Universität. Seinen ersten Vertrag unterschrieb er 2004 bei Thespa Kusatsu. Der Verein spielte in der dritthöchsten Liga des Landes, der Japan Football League. Am Ende der Saison 2004 stieg der Verein in die J2 League auf. Für den Verein absolvierte er 82 Ligaspiele. Danach spielte er bei Shizuoka FC und V-Varen Nagasaki. Ende 2008 beendete er seine Karriere als Fußballspieler.